# Шатору (Горњи Алпи)
Шатору (фр. Châteauroux) је насељено место у Француској у региону Прованса-Алпи-Азурна обала, у департману Горњи Алпи.
По подацима из 2011. године у општини је живело 1117 становника, а густина насељености је износила 12,03 становника/km².

## Демографија
| 1962. | 1968. | 1975. | 1982. | 1990. | 2011. |
| ----- | ----- | ----- | ----- | ----- | ----- |
| 736   | 683   | 578   | 649   | 766   | 1.117 |